# Mr. Freeze
Mr Freeze er en fiktiv karakter i DC Comics' serieunivers. Mr. Freeze er en superskurk, der er fjende til Batman. Mr. Freezes rigtige navn er Dr. Victor Fries (udtales som Victor "Frees" eller "Freeze"). Figueren er opfundet af Bob Kane, og dukkede første gang op i Batman # 121 i februar 1959.  Freeze er en videnskabsmand, der skal bære en kryogene jakkesæt for at overleve. I den mest almindelige variation af hans oprindelseshistorie, er han en tidligere kryoteknik ekspert, der har været udsat for en arbejdsulykke under forsøget på at helbrede sin uhelbredeligt syge kone, Nora. I den oprindelige Batman tv-serie, blev Mr. Freeze i forskellige episoder spillet af George Sanders, Otto Preminger og Eli Wallach. I filmen Batman & Robin fra 1997 blev Mr Freeze spillet af Arnold Schwarzenegger.
Som de fleste Batman skurke, centrerer Mr. Freeze sine forbrydelser om et bestemt tema; i dette tilfælde, is og kulde. Han fryser områder omkring ham ved hjælp af specielle våben og udstyr, især en håndholdt "Frysepistol". Hans dragt giver ham overmenneskelig styrke og udholdenhed, hvilket gør ham til en magtfuld skurk i Batman's slyngelgalleri.
| Taleboble | Spire Denne tegneserieartikel er en spire som bør udbygges. Du er velkommen til at hjælpe Wikipedia ved at udvide den. |